# 日野原重明の輝く顔と輝く心
『日野原重明の輝く顔と輝く心』（ひのはらしげあきのかがやくかおとかがやくこころ）は、2007年4月から2017年5月までラジオNIKKEI第1放送で放送された教養番組である。J-オイルミルズの一社提供。放送時間は毎週水曜 17:15 - 17:30 （日本標準時）。

## 概要
日本の最高齢現役医師である日野原重明（聖路加国際病院名誉院長）がパーソナリティを務めている番組で、日野原が健康や食生活、自らの近況などについて語る。また、日野原が自作の俳句や詩を朗読するコーナーもある。アシスタントは、ラジオNIKKEIアナウンサーの大宮杜喜子が務めている。
番組自体は毎週放送されているが、新作の放送があるのは基本的に第1週と第3週のみで、第2週・第4週・第5週には過去の内容の再放送を行う。最終回となった2017年5月31日放送分において今後の日野原出演の番組は特別番組として不定期放送する旨の告知がなされたが、同年7月18日に日野原が死去。追悼番組として同年7月21日に、特別番組 日野原重明105歳 恋と病と音楽と（同年5月14日放送分）が再放送された。さらに同年10月4日には、特別番組 ありがとう日野原重明先生〜「輝く顔と輝く心」の軌跡とともに が放送された。